# Casa Poetica
Casa Poetica is een serie kinderprogramma's, waarin Stijn en Arie klanten een gedicht laten meemaken in hun kermistent.

## Over
In Casa Poetica staat een kleine tentje op de kermis centraal. Stijn en Arie, broer en zus, verkopen er hun gedichten. Wie de tent binnengaat, beleeft een gedicht. En als je eenmaal binnen bent, kan je van alles tegenkomen.

## Uitzendingen
Seizoen 1 (1995)
| Nr. | Titel                      | Uitzenddatum     |
| --- | -------------------------- | ---------------- |
| 1   | Het allereerste kievietsei | 1 oktober 1995   |
| 2   | Tijgerkussen               | 8 oktober 1995   |
| 3   | De boze vaas               | 15 oktober 1995  |
| 4   | Aline van der Mitte        | 22 oktober 1995  |
| 5   | Een kunstenaar             | 29 oktober 1995  |
| 6   | De stem van Uffel          | 5 november 1995  |
| 7   | De ridder van Vogelenzang  | 12 november 1995 |
| 8   | Meneer van Kizzebizzer     | 19 november 1995 |
| 9   | Grietje en Pietje          | 26 november 1995 |
| 10  | Wip Wadewou                | 3 december 1995  |

Seizoen 2 (2000)
| Nr. | Titel                       | Uitzenddatum     |
| --- | --------------------------- | ---------------- |
| 1   | Jacob en de bonestaak       | 6 februari 2000  |
| 2   | Het kameeltje               | 13 februari 2000 |
| 3   | Mevrouw van Lijsterslag     | 20 februari 2000 |
| 4   | De Koning moet bezuinigen   | 27 februari 2000 |
| 5   | De Markiezin van Toerlatooi | 5 maart 2000     |
| 6   | Roodkapje en de Wolf        | 12 maart 2000    |